# Contea di Natrona
La contea di Natrona (in inglese Natrona County) è una contea dello Stato del Wyoming, negli Stati Uniti. La popolazione al censimento del 2014 era di 81 624 abitanti. Il capoluogo di contea è Casper.

## Geografia
All'interno della contea si trova la Riserva Wind River dove risiedono i nativi Shoshone e Arapaho.
Tra i luoghi geografici d'interesse troviamo la Casper Mountain, il Devil's Gate, il Hell's Half Acre e il Martin's Cove.

### Contee confinanti
- Contea di Johnson - nord
- Contea di Converse - est
- Contea di Carbon - sud
- Contea di Fremont - ovest
- Contea di Washakie  nord-ovest

## Storia
Nel 1888 fu istituita la città di Casper e venne creata la contea di Natrona, poi organizzata nel 1890. Deve il suo nome ai depositi di natron presenti nella contea.

## Comunità

### Cities
- Casper (county seat)

### Towns
- Bar Nunn
- Edgerton
- Evansville
- Midwest
- Mills

### Census-designated places
- Alcova
- Antelope Hills
- Bessemer Bend
- Brookhurst
- Casper Mountain
- Hartrandt
- Homa Hills
- Meadow Acres
- Mountain View
- Powder River
- Red Butte
- Vista West

### Unincorporated communities
- Arminto
- Bucknum
- Crimson Dawn
- Goose Egg
- Hells Half Acre
- Hiland
- Natrona
- Strouds